# Томович, Райко
Райко Томович (серб. Рајко Томовић; 1 ноября 1919, Байя — 30 мая 2001, Белград) — югославский сербский учёный-робототехник и биотехнолог. Интересовался информационными технологиями в медицине, медицинской робототехникой и искусственным интеллектом. Известен как один из разработчиков первого югославского цифрового компьютера ЦЕР-10 (1960) и изобретатель первого в мире бионического протеза кисти руки, известного как «Белградская кисть» (создана в институте Михаила Пупина в 1963 году).

## Биография
Учился в гимназиях городов Бачки-Петровац, Нови-Врбас и Сомбор. С 1936 года проживал в Белграде, где окончил среднюю школу. Поступил в 1938 году на электротехнический факультет Белградского университета. С 1941 года сражался в рядах Народно-освободительной армии Югославии, в 1942 году был пойман в Белграде и сослан в концлагерь Баница, затем в лагерь смерти Саймиште. Потом отправлен на принудительные работы в шахту Трепча. Был освобождён, войну закончил в звании капитана. После войны в 1946 году Томович окончил Белградский университет и стал там преподавателем. В 1952 году получил звание доктора наук в Сербской академии наук и искусств в области аналоговых компьютеров. Работал до 1960 года в институте ядерных наук «Винча», с 1960 года — сотрудник института Михаила Пупина, лидер первой группы исследователей в области робототехники.
Томович был одним из деятелей команды, создавшей первый югославский цифровой компьютер ЦЕР-10. Однако основную славу ему принёс первый в мире бионический протез руки под названием «Белградская кисть»: все пять пальцев протеза имели датчики чувствительности и позволяли осуществлять захват любых предметов. Протез Томовича стал предшественником современных бионических протезов и искусственных вспомогательных систем. Помимо этого, Томович исследовал рефлексивное управление искусственного коленного сустава и гибридную систему нечислового управления для реабилитации парализованных пациентов.
Томович является автором более чем 120 научных работ, опубликованных в югославских и зарубежных научных журналах, а также 21 книги, изданных во Франции, США, СССР, Германии и Югославии. Также Томович переводил научные работы советских авторов. Был советником Организации по экономическому сотрудничеству стран Европы, а также советником ООН по вопросам технологического развития. Руководитель ряда международных организаций по автоматическому управлению и аналоговым компьютерам. Участник исследований в реабилитационных центрах Майами, Ванкувера и Эдмонтона в сфере теории управления функциональными движениями. Ряд его работ также посвящён математическим методам в экономике.

## Некоторые научные работы

### На английском
На английском изданы следующие научные работы, связанные с теорией систем и компьютерными науками:
- An Adaptive Artificial Hand transactions;
- Finite State Approach to the Synthesis of Bioengineering Control Systems;
- Systems Approach to Muscle Control;
- Robot Control by Reflex Actions;
- Strategy for Grasp Synthesis with Multifingeres Robot hands;
- Hybrid Assistive System the Motor Neuroprosthesis;
- Неаналитичко управљање манипулаторима;
- Skill Based Artificial Intelligence Systems in Robotics.

### На русском
На русский язык была переведена книга «Общая теория чувствительности», а также следующие научные работы:
- Быстродействующие аналоговые вычислительные машины / Р. Томович; Пер. с англ. Г.М.Козыревой, А.В.Шилейко; Под ред. Б.Я.Когана. - М. : Мир, 1964. - 325 с. : ил.
- “Использование переменной кинематической структуры при управлении движениями скелета”, Автомат. и телемех., 1976, № 6, 117–124
- “Неаналитическое управление манипуляторами”, Автомат. и телемех., 1991, № 1, 46–61
- Общая теория чувствительности / Р. Томович, М. Вукобратович ; Перевод Н. В. Логинова, П. В. Надеждина ; Под ред. проф. Я. З. Цыпкина. - Москва: Сов. радио, 1972. - 239 с.: черт.; 21 см.
- “О синтезе самодвижущихся автоматов”, Автомат. и телемех., 26:2 (1965), 298–307
- Рука человека как система с обратной связью. Москва: Первый конгресс IFAC, 1960